# Severin
Severin es un municipio de Croacia en el condado de Bjelovar-Bilogora.

## Geografía
Se encuentra a una altitud de 125 m s. n. m. a 99 km de la capital nacional, Zagreb.

## Demografía
En el censo 2011 el total de población del municipio fue de 877 habitantes, distribuidos en las siguientes localidades:
- Orovac -  341
- Severin - 536

| Gráfica de población de Severin 1857-2011                           |
|                                                                     |
| Según los censos de población de la oficina estadística de Croacia. |